# Повзун Василь Петрович
Васи́ль Петро́вич По́взун (22 лютого 1919, Трительники — сучасний Волочиський район — 30 серпня 2011, Одеса) — український кларнетист і музичний педагог, Заслужений діяч мистецтв України, почесний доктор Молдавської академії музики та мистецтв. 2009 року нагороджений Почесним знаком міського голови Одеси.

## Життєпис
У роки більшовицької «колективізації» його родина подалася на заробітки до Керчі, лишивши його закінчити навчання. Одначе все покинув і подався до батьків, закінчив у робітничому поселенні восьмирічку, пішов працювати на завод учнем токаря, грав в самодіяльному духовому оркестрі.
В 1935—1938 роках навчався в Одеському музичному училищі (клас А. Моравека), протягом 1938—1941 — у Одеській консерваторії — взяли після третього курсу без екзаменів, в 1939—1941 — артист оркестру Одеської філармонії, кларнетист; з четвертого курсу призваний на фронт.
На Кубані закінчив офіцерські курси. Згодом відкомандирований в оркестр штабу Сталінградського фронту, згодом Четвертого Українського.
Після демобілізації закінчує у 1946 році Кишинівську консерваторію, вчився, зокрема, у Григорія Гіршфельда.
Протягом 1946—1951 років працював солістом Молдавської філармонії.
В 1951—1953 роках — проректор, з 1953 по 1960 — ректор Кишинівської консерваторії.
В 1962—1968 роках — ректор Одеської консерваторії — на запрошення С. Орфеєва; в цьому часі було зведено новий навчальний корпус та новий студентський гуртожиток, в концертній залі встановлено орган, відкрилося відділення навчанню композиції, кафедри народних інструментів та камерного ансамблю.
Покинув ректорство через довотривалу хворобу, однак згодом очолив клас камерного ансамблю. Серед його учнів, зокрема, народний артист республіки Молдова Євген Вербецький та заслужений артист України Володимир Томащук — соліст Одеського Національного симфонічного оркестру.